# Спортсмен года по версии ISK
Спортсмен года (нем. Sportler des Jahres) — лучший спортсмен мира по итогам заканчивающегося года — определялся западногерманским агентством ISK (Internationale Sport Korrespondenz) с 1947 по 200(?). год; С 1968 года лауреаты определялись отдельно среди мужчин и женщин.
Анкетирование проводилось среди изданий (спортивных, а в случае их отсутствия — общеполитические) разных стран мира (не более одного издания от страны). Редакции необходимо было указать пятёрку лучших; спортсмен, названный первым, получал 5 очков, вторым — 4 очка и т. д.

## Лауреаты

### 1947—1967 годы
| Год  | Фото | Гражданство    | Победитель         | Вид спорта                        | Достижения в этом году |
| ---- | ---- | -------------- | ------------------ | --------------------------------- | --- |
| 1947 |      | Франция        | Алекс Жани         | плавание                          | Чемпион Европы на 100 м и 400 м (с РМ) вольным стилем; также установил мировые рекорды на 100 м и 300 м. |
| 1948 |      | Нидерланды     | Фанни Бланкерс-Кун | лёгкая атлетика                   | 4-кратная олимпийская чемпионка: в беге на 100 м, 200 м, 80 м с/б и эстафете 4×100 м. Установила мировые рекорды в беге на 100 м и 80 м с/б. |
| 1949 |      | Чехословакия   | Эмиль Затопек      | лёгкая атлетика                   | Дважды устанавливал мировые рекорды в беге на 10 000 м. |
| 1950 |      | США            | Роберт Мэтиас      | лёгкая атлетика (десятиборье)     | Установил мировой рекорд, первым набрав более 8000 очков (по таблице 1934 года). |
| 1951 |      | Чехословакия   | Эмиль Затопек      | лёгкая атлетика                   | Дважды устанавливал мировые рекорды в часовом беге (попутно — ещё 3 РМ), первым пробежав за час больше 20 км. |
| 1952 |      | Чехословакия   | Эмиль Затопек      | лёгкая атлетика                   | 3-кратный олимпийский чемпион: в беге на 5000 м, 10 000 м и марафоне. Установил мировой рекорд в беге на 30 000 м (попутно — ещё 2 РМ). |
| 1953 |      | Италия         | Фаусто Коппи       | велоспорт                         | Победитель «Джиро д’Италия» и чемпион мира в групповой гонке. |
| 1954 |      | Великобритания | Роджер Баннистер   | лёгкая атлетика                   | Установил мировой рекорд в беге на 1 милю, первым пробежав быстрее 4 минут. Победил на Играх Содружества в беге на 1 милю в очном соперничестве с Джоном Лэнди, ранее отобравшим у него мировой рекорд. Выиграл чемпионат Европы в беге на 1500 м. |
| 1955 |      | Венгрия        | Шандор Ихарош      | лёгкая атлетика                   | Установил мировые рекорды в беге на 1500 м, 3000 м, 2 мили и 5000 м. |
| 1956 |      | СССР           | Владимир Куц       | лёгкая атлетика                   | Олимпийский чемпион в беге на 5000 м и 10 000 м (с мировым рекордом). |
| 1957 |      | СССР           | Владимир Куц       | лёгкая атлетика                   | Установил мировой рекорд в беге на 5000 м. |
| 1958 |      | Австралия      | Херб Эллиот        | лёгкая атлетика                   | Чемпион Игр Содружества в беге на 880 ярдов и 1 милю. Установил мировые рекорды в беге на 1500 м и 1 милю. |
| 1959 |      | СССР           | Василий Кузнецов   | лёгкая атлетика (десятиборье)     | Установил мировой рекорд. |
| 1960 |      | США            | Вильма Рудольф     | лёгкая атлетика                   | 3-кратная олимпийская чемпионка: в беге на 100 м (с РМ в полуфинале; в финале пробежала на 0,3 с быстрее, но с попутным ветром), 200 м и эстафете 4×100 м. Также установила мировой рекорд в беге на 200 м.                                        |
| 1961 |      | СССР           | Валерий Брумель    | лёгкая атлетика (прыжок в высоту) | В залах превысил летний мировой рекорд на 3 см, затем выиграл открытый чемпионат США. Летом установил 3 мировых рекорда, выиграв в том числе на Универсиаде и матче СССР — США.                                                                    |
| 1962 |      | СССР           | Валерий Брумель    | лёгкая атлетика (прыжок в высоту) | Установил 2 мировых рекорда, выиграв в том числе на матче СССР — США. |
| 1963 |      | СССР           | Валерий Брумель    | лёгкая атлетика (прыжок в высоту) | Победил на матче СССР — США с мировым рекордом. |
| 1964 |      | США            | Дон Шолландер      | плавание                          | 4-кратный олимпийский чемпион: на 100 м, 400 м (с РМ), эстафетах 4×100 м и 4×200 м вольным стилем. Также установил мировые рекорды на 200 м и 400 м.                                                                                               |
| 1965 |      | Австралия      | Рон Кларк          | лёгкая атлетика                   | Установил 11 мировых рекордов: в беге на 3 мили (2), 5000 м (3), 10 000 м (2, по ходу второго — 6 миль), 10 миль и часовом беге (по ходу — на 20 000 м).                                                                                           |
| 1966 |      | США            | Джим Райан         | лёгкая атлетика                   | Установил рекорды мира в беге на 880 ярдов и 1 милю. |
| 1967 |      | США            | Джим Райан         | лёгкая атлетика                   | Установил рекорды мира в беге на 1500 м и 1 милю. |

### С 1968 года

#### Мужчины
| Год  | Фото | Гражданство    | Победитель          | Вид спорта                        | Достижения в этом году |
| ---- | ---- | -------------- | ------------------- | --------------------------------- | --- |
| 1968 |      | США            | Боб Бимон           | лёгкая атлетика (прыжок в длину)  | Олимпийский чемпион (с рекордом мира 8,90 м, превысившим предыдущий на 55 см). |
| 1969 |      | Бельгия        | Эдди Меркс          | велоспорт                         | Победитель «Тур де Франс» (также выиграл горную и спринтерскую классификации). На «Джиро д’Италия» лидировал, но был снят из-за положительной допинг-пробы (позже IFPC снял обвинения). Также выиграл многодневную гонку Париж — Ницца и 4 однодневные.      |
| 1970 |      | Бразилия       | Пеле                | футбол                            | Чемпион мира, признан лучшим игроком чемпионата мира. |
| 1971 |      | Бельгия        | Эдди Меркс          | велоспорт                         | Победитель «Тур де Франс» (также выиграл спринтерскую классификацию); чемпион мира в групповой гонке. Также выиграл многодневную гонку Париж — Ницца и 4 однодневные.                                                                                        |
| 1972 |      | США            | Марк Спитц          | плавание                          | 7-кратный олимпийский чемпион: на 100 м и 200 м вольным стилем и баттерфляем и в эстафетах (во всех видах — с РМ). Всего установил 7 мировых рекордов в индивидуальных видах.                                                                                |
| 1973 |      | Великобритания | Джеки Стюарт        | автоспорт (Формула-1)             | 3-кратный чемпион мира 1969, 1971 и 1973 годов. |
| 1974 |      | Бельгия        | Эдди Меркс          | велоспорт                         | Победитель «Тур де Франс», «Джиро д’Италия» и чемпион мира в групповой гонке. Также выиграл многодневную гонку «Тур Швейцарии» и 1 однодневную. |
| 1975 |      | США            | Мохаммед Али        | бокс                              | Защитил титул чемпиона мира в тяжёлом весе, в том числе в тяжёлом бою с Джо Фрейзером. |
| 1976 |      | Куба           | Альберто Хуанторена | лёгкая атлетика                   | Олимпийский чемпион в беге на 400 м и 800 м (с РМ). |
| 1977 |      | Австрия        | Ники Лауда          | автоспорт (Формула-1)             | Чемпион мира. В 1976 году попал в тяжёлую аварию, но в том же году вернулся в спорт. |
| 1978 |      | Кения          | Хенри Роно          | лёгкая атлетика                   | Чемпион Африканских игр в беге на 10 000 м и 3000 м с/пр, Игр Содружества в беге на 5000 м и 3000 м с/пр. Установил мировые рекорды в беге на 3000 м, 5000 м, 10 000 м и 3000 м с/пр.                                                                        |
| 1979 |      | Великобритания | Себастьян Коэ       | лёгкая атлетика                   | Установил мировые рекорды в беге на 800 м, 1500 м и 1 милю. |
| 1980 |      | Швеция         | Бьорн Борг          | теннис                            | Победитель French Open и Уимблдона, финалист US Open в одиночном разряде. |
| 1981 |      | Великобритания | Себастьян Коэ       | лёгкая атлетика                   | Побетитель Кубка мира в беге на 800 м. Установил мировые рекорды в беге на 800 м, 1000 м и 1 милю (2). |
| 1982 |      | Великобритания | Дейли Томпсон       | лёгкая атлетика (десятиборье)     | Чемпион Европы (с РМ); всего установил 2 мировых рекорда. |
| 1983 |      | США            | Карл Льюис          | лёгкая атлетика                   | 3-кратный чемпион мира: в беге на 100 м, эстафете 4×100 м и прыжках в длину. |
| 1984 |      | США            | Карл Льюис          | лёгкая атлетика                   | 4-кратный олимпийский чемпион: в беге на 100 м и 200 м, эстафете 4×100 м и прыжках в длину. |
| 1985 |      | СССР           | Сергей Бубка        | лёгкая атлетика (прыжок с шестом) | Победитель Кубка мира. Установил мировой рекорд, превысив предыдущий на 6 см и впервые преодолев высоту 6 м. |
| 1986 |      | Аргентина      | Диего Марадона      | футбол                            | Чемпион мира, признан лучшим игроком чемпионата мира. |
| 1987 |      | Канада         | Бен Джонсон         | лёгкая атлетика                   | Победил на чемпионате мира в беге на 100 м, превысив мировой рекорд. |
| 1988 |      | США            | Мэтт Бионди         | плавание                          | 5-кратный олимпийский чемпион: на 50 м (с РМ) и 100 м вольным стилем и в эстафетах; серебряный призёр на 100 м баттерфляем, бронзовый призёр на 200 м вольным стилем. Установил также мировой рекорд на 100 м вольным стилем.                                |
| 1989 |      | США            | Грег Лемонд         | велоспорт                         | Победитель «Тур де Франс» (выиграл 3 этапа) и чемпион мира в групповой гонке. Вернулся в большой спорт после тяжёлого ранения на охоте в 1987 году. |
| 1990 |      | Германия       | Лотар Маттеус       | футбол                            | Чемпион мира, признан лучшим игроком чемпионата мира. |
| 1991 |      | США            | Карл Льюис          | лёгкая атлетика                   | Чемпион мира в беге на 100 м и эстафете 4×100 м (с мировыми рекордами). В соревнованиях по прыжкам в длину прыгнул на 8,91 м (с попутным ветром, дальше рекорда Бимона), но остался серебряным призёром — Майк Пауэлл в последней попытке прыгнул на 8,95 м. |
| 1992 |      |                |                     |                                   | |
| 1993 |      |                |                     |                                   | |
| 1994 |      |                |                     |                                   | |
| 1995 |      |                |                     |                                   | |
| 1996 |      |                |                     |                                   | |
| 1997 |      |                |                     |                                   | |
| 1998 |      | Франция        | Зинедин Зидан       | футбол                            | Чемпион мира, признан лучшим игроком чемпионата мира. |
| 1999 |      |                |                     |                                   | |
| 2000 |      | США            | Тайгер Вудс         | гольф                             | Выиграл US Open, The Open Championship и PGA Championship — 3 из 4 наиболее престижных турнира в гольфе. |
| 2001 |      |                |                     |                                   | |
| 2002 |      |                |                     |                                   | |
| 2003 |      | США            | Лэнс Армстронг      | велоспорт                         | Победитель «Тур де Франс» (5-й раз подряд). Также выиграл многодневную гонку «Критериум Дофине». |
| 2004 |      | Швейцария      | Роджер Федерер      | теннис                            | Победитель Australian Open, Уимблдона и US Open в одиночном разряде. |
| 2005 |      |                |                     |                                   | |

#### Женщины
| Год  | Фото | Гражданство          | Победитель              | Вид спорта                                   | Достижения в этом году |
| ---- | ---- | -------------------- | ----------------------- | -------------------------------------------- | --- |
| 1968 |      | Чехословакия         | Вера Чаславска          | спортивная гимнастика                        | 4-кратная олимпийская чемпионка: выиграла многоборье, в отдельных видах завоевала 3 золотые и 1 серебряную медаль, в командном первенстве — серебряную медаль. |
| 1969 |      | ФРГ                  | Лизель Вестерман        | лёгкая атлетика (метание диска)              | Установила 2 мировых рекорда. |
| 1970 |      | Китайская Республика | Цзи Чжэн                | лёгкая атлетика                              | Установила 3 мировых рекорда: в беге на 200 м, повторила в беге на 100 м и 100 м с/б. |
| 1971 |      | Австралия            | Шейн Гоулд              | плавание                                     | Установила 6 мировых рекордов на 100 м, 200 м (2), 400 м, 800 м и 1500 м вольным стилем. |
| 1972 |      | Австралия            | Шейн Гоулд              | плавание                                     | 3-кратная олимпийская чемпиона: на 200 м, 400 м вольным стилем (обе — с РМ) и 200 м комплексным плаванием; серебряный призёр на 800 м вольным стилем, бронзовый призёр на 100 м вольным стилем.                                                                    |
| 1973 |      | ГДР                  | Корнелия Эндер          | плавание                                     | 4-кратная чемпионка мира: на 100 м вольным стилем (с РМ) и баттерфляем и эстафетах; серебряный призёр на 200 м комплексного плавания. Установила 7 мировых рекордов на 100 м вольным стилем (4) и баттерфляем (2), 200 м комплексного плавания.                    |
| 1974 |      | Польша               | Ирена Шевиньская        | лёгкая атлетика                              | Чемпионка Европы в беге на 100 м и 200 м. Установила мировые рекорды в беге на 200 м и 400 м. |
| 1975 |      | ГДР                  | Корнелия Эндер          | плавание                                     | 4-кратная чемпионка мира: на 100 м вольным стилем и баттерфляем и эстафетах; серебряный призёр на 200 м вольным стилем. Установила 5 мировых рекордов на 100 м (2), 200 м вольным стилем и 100 м баттерфляем (2).                                                  |
| 1976 |      | Румыния              | Надя Команечи           | спортивная гимнастика                        | 3-кратная олимпийская чемпионка: победила в многоборье, в отдельных видах завоевала 2 золотые и 1 бронзовую медаль, в командном первенстве — серебряную медаль. 7 раз получала оценку 10 баллов, которая раньше считалась невозможной на крупнейших соревнованиях. |
| 1977 |      | ГДР                  | Розмари Аккерман        | лёгкая атлетика (прыжок в высоту)            | Победительница Кубка мира. Установила 4 мировых рекорда, первой преодолев высоту 2 м. |
| 1978 |      | США                  | Трейси Колкинс          | плавание                                     | 5-кратная чемпионка мира: на 200 м баттерфляем, 200 м и 400 м комплексного плавания (все — с мировыми рекордами) и эстафетах; серебряный призёр на 100 м брассом.                                                                                                  |
| 1979 |      | ГДР                  | Марита Кох              | лёгкая атлетика                              | Победительница Кубка мира в беге на 400 м и эстафете 4×400 м, серебряный призёр в беге на 200 м. Установила 4 рекорда мира в беге на 200 м (2) и 400 м (2). |
| 1980 |      | СССР                 | Татьяна Казанкина       | лёгкая атлетика                              | Олимпийская чемпионка в беге на 1500 м; установила 2 мировых рекорда. Вернулась в большой спорт после рождения ребёнка. |
| 1981 |      | США                  | Эвелин Эшфорд           | лёгкая атлетика                              | Победительница Кубка мира в беге на 100 м и 200 м. |
| 1982 |      | ГДР                  | Марита Кох              | лёгкая атлетика                              | Чемпионка Европы (с РМ) в беге на 400 м и эстафете 4×400 м. |
| 1983 |      | США                  | Мартина Навратилова     | теннис                                       | Победительница Australian Open, Уимблдона и US Open в одиночном и парном разрядах. |
| 1984 |      | США                  | Мартина Навратилова     | теннис                                       | Победительница French Open, Уимблдона и US Open в одиночном разряде, обладательница «Большого шлема» в парном разряде. |
| 1985 |      | ГДР                  | Марита Кох              | лёгкая атлетика                              | Победительница Кубка мира в беге на 200 м, 400 м (с рекордом мира) и эстафете 4×400 м. |
| 1986 |      | ГДР                  | Хайке Дрехслер          | лёгкая атлетика                              | Чемпионка Европы в беге на 200 м и прыжке в длину (с повторением РМ). Установила 4 мировых рекорда: установила и повторила в прыжке в длину, дважды повторила в беге на 200 м.                                                                                     |
| 1987 |      | США                  | Джекки Джойнер-Керси    | лёгкая атлетика (прыжок в длину, многоборье) | Чемпионка мира в прыжке в длину и семиборье. Повторила мировой рекорд в прыжке в длину. |
| 1988 |      | США                  | Флоренс Гриффит-Джойнер | лёгкая атлетика                              | 3-кратная олимпийская чемпионка: в беге на 100 м, 200 м (с РМ) и эстафете 4×100 м; серебряный призёр в эстафете 4×400 м. Также установила мировой рекорд в беге на 200 м. Превысила предыдущие рекорды на 0,27 с (100 м) и 0,37 с (200 м).                         |
| 1989 |      | Германия             | Штеффи Граф             | теннис                                       | Победительница Australian Open, Уимблдона и US Open, финалистка French Open в одиночном разряде. |
| 1990 |      |                      |                         |                                              | |
| 1991 |      |                      |                         |                                              | |
| 1992 |      |                      |                         |                                              | |
| 1993 |      |                      |                         |                                              | |
| 1994 |      |                      |                         |                                              | |
| 1995 |      |                      |                         |                                              | |
| 1996 |      |                      |                         |                                              | |
| 1997 |      |                      |                         |                                              | |
| 1998 |      | США                  | Марион Джонс            | лёгкая атлетика                              | Победительница Кубка мира в беге на 100 м и 200 м (со вторыми результатами в истории), серебряный призёр в прыжках в длину. |
| 1999 |      |                      |                         |                                              | |
| 2000 |      | США                  | Марион Джонс            | лёгкая атлетика                              | На Олимпийских играх победила в беге на 100 м, 200 м и эстафете 4×400 м, была третьей в эстафете 4×100 м и прыжках в длину. |
| 2001 |      |                      |                         |                                              | |
| 2002 |      |                      |                         |                                              | |
| 2003 |      | Бельгия              | Жюстин Энен-Арден       | теннис                                       | Победительница French Open и US Open в одиночном разряде. |
| 2004 |      | Великобритания       | Келли Холмс             | лёгкая атлетика                              | Олимпийская чемпионка в беге на 800 м и 1500 м. |
| 2005 |      |                      |                         |                                              | |